# Artemisia pancicii
Artemisia pancicii là một loài thực vật có hoa trong họ Cúc. Loài này được Ronniger ex Danihelka & Marhold mô tả khoa học đầu tiên năm 2003.